# Different Kind of Free
 (novembre 2011).
Albums de ZOEgirl
Mix of Life
(2002) Room to Breathe
(2005)
Singles
Different Kind Of FREE est le troisième album studio du groupe ZOEgirl, sorti le 16 septembre 2003, sous le label Sparrow Records.
L'équipe de production était composée de Robert, "Aurel M", Marvin, Damon Riley et Tedd T. "Different Kind Of FREE'" représente une transition pour ZOEgirl. Selon les rumeurs, le groupe abandonnerait son style de musique "bubblegum pop" de leurs deux premiers albums, favorisant plutôt un son pop rock.

## Singles
- You Get Me, sorti le 22 juin 2003[1]
- Feel Alright
- Beautiful Name

## Développement
Le disque Mix of Life de ZOEgirl fut sorti le 24 septembre 2002. Cet album remix mettait en vedette la version "Trip Rock Mix" de "I Believe", un indice que le groupe de filles transformeront leur style de musique du "bubblegum pop" jusqu'au pop rock.
Lors de l'automne en 2002, Chrissy Conway-Katina et son amant James Katina débutaient la rédaction d'un brouillon pour "You Get Me", la chanson principale de l'album. Le refrain a été préservé pour la version finale de la chanson.
Le 2 février 2003, une bannière animée fut présente sur le site Web officiel de ZOEgirl, afin d'encourager les visiteurs d'"écouter au remix [Trip Rock]" de la chanson "I Believe", un grand succès pour ZOEgirl. Les personnes qui participaient à cette activité devaient écouter à la version pop originale de "I Believe". Ensuite, elles devaient écouter au remix Trip Rock de "I Believe". Enfin, elles commenteraient sur le remix, indiquant leurs pensées.[style à revoir]
La date officielle de la sortie de l'album fut annoncée le 22 mai 2003 sur le site web officiel du groupe. "You Get Me" fut jouée sur des postes de radio dès le 22 juin 2003. Plus tard, le 15 juillet 2003, ZOEgirl annonça le titre de l'album: "Different Kind Of FREE". La chanson "You Get Me" fut disponible en tant que single le 24 juillet 2003.

## Sortie
Different Kind Of FREE a obtenu la position #149 sur la charte Billboard 200. Pour la charte "Billboard Christian Albums chart", elle a obtenu la position #9, tandis que pour la "Billboard Top Heatseekers Chart", elle a obtenu la position #4.

### Réception
Malgré la transition musicale pour ce groupe de filles, l'album fut généralement bien reçu parmi les critiques de la musique Chrétienne. Jesus Freak Hideout disait que: "ZOEgirl se débarrasse du sucre et des épices électroniques afin d'offrir la transition la plus délicate du pop jusqu'au pop rock, tout comme Rebecca St. James l'a fait vers le milieu des années 90."[pas clair] CCM Magazine disait que "Different Kind Of FREE offre plein de bons conseils afin d'être de différentes et, dans ce contexte, des filles cherchant à ressembler Dieu."[pas clair]

## Pistes
| No  | Titre                  | Auteur                                                                 | Durée |
| --- | ---------------------- | ---------------------------------------------------------------------- | ----- |
| 1.  | Beautiful Name         | Alisa Childers, Chrissy Conway, Kristin Swinford, Lynn Nichols, Tedd T | 4:47  |
| 2.  | You Get Me             | Conway, James Katina                                                   | 3:48  |
| 3.  | Inside Out             | Childers, Conway, Swinford, Nichols, James Katina                      | 3:16  |
| 4.  | Love Me For Me         | Swinford, Nichols, Tjornhom, Jarod McBride                             | 3:32  |
| 5.  | Unbroken               | Childers, Conway, Swinford, Nichols, Tjornhom, Mark Byrd               | 4:59  |
| 6.  | Wait                   | Childers, Conway, Swinford, Tjornhom                                   | 4:34  |
| 7.  | Feel Alright           | Childers, Conway, Swinford, Nichols, Tjornhom                          | 3:10  |
| 8.  | She                    | Childers, Conway, Swinford, Nichols, Tjornhom                          | 4:49  |
| 9.  | Contagious             | Childers, Conway, Swinford, Nichols                                    | 5:35  |
| 10. | Different Kind Of FREE | Childers, Conway, Swinford, Nichols, Matt Kearney, Robert Marvin       | 4:33  |
| 11. | Life To Me             | Childers, Conway, Swinford, Nichols, Tjornhom                          | 5:50  |